# Мёкель, Карл
Карл Эрнст Мёкель (нем. Karl Ernst Möckel; 9 января 1901, Клингенталь, Германская империя — 24 января 1948, Краков, ПНР) — оберфюрер СС, начальник административного отдела концлагеря Освенцим и руководитель управленческой группы W III в Главном административно-хозяйственном управлении СС.

## Биография
Карл Мёкель родился 9 января 1901 года в семье таможенного секретаря. В 1919 окончил школу. С весны 1919 по август 1921 года работал в сельском хозяйстве. Впоследствии до конца 1925 года получал образование при налогово-финансовом управлении в Лейпциге. Потом работал в качестве бухгалтера-ревизора аудиторства в Хемнице.
С 1924 года был членом Штурмовых отрядов (СА). 26 ноября 1925 года вступил в НСДАП (билет № 22293). 24 декабря 1926 года перешёл из СА в СС (№ 908). В рядах Общих СС в апреле 1939 года достиг звания оберфюрера СС. Мёкель был награждён Золотым партийным знаком НСДАП.
1 октября 1933 года стал руководящим сотрудником СС в главном административном управлении СС и с ноября 1935 года принадлежал к штабу рейхсфюрера СС Генриха Гиммлера. С ноября 1933 по апрель 1939 года Мёкель занимал различные должности в управлении СС, так он был начальником экзаменационного отдела при части войск СС особого назначения и при Главном управлении СС.
С 20 апреля 1939 года Мёкель был начальником одного из ведомств в Главном административном и хозяйственном управлении СС и был там в течение короткого времени заместителем Освальда Поля. После основания Главного административного управления СС с февраля 1942 года был руководителем управления W III — пищевая промышленность. Попытки Мёкеля приобрести работу в частном секторе не увенчались успехом. В середине августа 1942 года был переведён в Войска СС и в качестве финансового советника экономического управляющего СС служил при Высшем руководителе СС и полиции в Остланде. В начале января 1943 года был откомандирован в оберабшните СС «Остзее» со штаб-квартирой в Штеттине, где стал начальником администрации.
С 20 апреля 1943 года по январь 1945 года был последним руководителем административного отдела в концлагере Освенцим, сменив на этом посту Вильгельма Бургера. Офицер СС в комплексе Биркенау Эрих Мюсфельдт, обслуживавший крематорий и газовые камеры, после войны о награбленном имуществе из транспорта с венгерскими евреями сказал следующее: 
Мёкель часто приходил, контролировал нашу работу и отдавал приказы на местах относительно проведения работы, в частности он принуждал нас к быстрой работе. Сортировочная станция и управление по отсортированным вещам подчинялись именно Мёкелю как шефу администрации.
После эвакуации концлагеря Освенцим в январе 1945 года Мёкель был переведён в штаб Высшего руководителя СС и полиции Одило Глобочнику в Триест в оперативную зону Адриатического побережья и оставался на этой должности до конца войны.
После своего ареста был интернирован и позже экстрадирован в Польшу. На Первом освенцимском процессе в Кракове 22 декабря 1947 года был приговорён Верховным национальным трибуналом Польши к смертной казни через повешение. 24 января 1948 года приговор был приведён в исполнение в тюрьме Монтелюпих.